# Adamo ed Eva
Adamo ed Eva (Adam a Eva) je oratorium, které zkomponoval Josef Mysliveček na libreto Giovanniho Cranelli, poprvé bylo uvedeno ve Florencii v roce 1771.

## Vznik skladby
Oratorium Adamo ed Eva patří do skupiny tří oratorií, které Mysliveček zkomponoval pro provedení ve Florencii. Premiéra se konala v roce 1771. 

## Recepce
Podle muzikologa Daniela E. Freemana se jedná o jedno z nejzdařilejších oratorií 18. století vůbec.

### Postavy
- Eva, mezzosoprán
- Adamo (Adam), tenor
- Angelo di Giustizia (Anděl spravedlnosti), soprán
- Angelo di Misericordia (Anděl milosrdenství), soprán

## Nahrávky
- Adamo ed Eva. Passacaille, 2019. Il gardellino (dir. Peter Van Heyghen), sol. Roberta Mameli, Alice Rossi, Valerio Contaldo, Luciana Mancini[2]
- árie "Toglierò le sponde al mare", Eden. Warner Classics, 2022. ll Pomo d’Oro (dir. Maxim Emelyanychev), sol. Joyce DiDonato[3]